# Silantom Julu
Silantom Julu is een bestuurslaag in het regentschap Tapanuli Utara van de provincie Noord-Sumatra, Indonesië. Silantom Julu telt 695 inwoners (volkstelling 2010).